# Gnash
Gnash는 SWF 파일을 재생하기 위한 미디어 플레이어이다. Gnash는 데스크톱 컴퓨터와 임베디드 시스템을 위한 독립 플레이어로서, 또 여러 웹 브라우저를 위한 플러그인으로서 제공된다. GNU 프로젝트의 일부이며 어도비 플래시 플레이어의 자유-오픈 소스 소프트웨어 대안이다. gameswf 프로젝트로부터 개발되었다.
Gnash는 2005년 말 처음 발표되었으며 소프트웨어 개발자는 존 길모어이다. 2011년 기준으로 이 프로젝트의 유지보수자는 en:Rob Savoye이다. Gnash의 주 개발자 웹사이트는 자유 소프트웨어 재단의 GNU 사바나 프로젝트 지원 서버에 위치한다.
Gnash는 대부분의 SWF v7 기능들과 일부 SWF v8 및 v9 기능들을 지원하지만 SWF v10은 지원하지 않는다.

## 같이 보기
- 자유 소프트웨어
- 셤웨이 (소프트웨어)
- Ruffle